# Alcyonidium shizuoi
Alcyonidium shizuoi är en mossdjursart som beskrevs av Jean-Loup d'Hondt och Shunsuke F. Mawatari 1986. Alcyonidium shizuoi ingår i släktet Alcyonidium och familjen Alcyonidiidae. Inga underarter finns listade i Catalogue of Life.